# MTV Japán
Az MTV Japán (Music Television Japán) az MTV zeneadó japán adásváltozata, a Viacom Networks Japan K.K. leányvállalata, mely 1992. december 24-én kezdett sugározni. A legtöbb kábel-, a SKY PerfecTV! és a SKY PerfecTV! e2 műholdas szolgáltatónál, illetve IPTV-n is fogható.

## Története
Az MTV Japán eredetileg a Tokyo Broadcasting System zenei műsorblokkjaként indult 1989-ben. 1992-ben a Music Channel, Inc. megszerezte a Viacomtól az MTV név alatti sugárzás jogait. A sugárzás CS analóg és a SkyPort szolgáltatáson keresztül indult, a SKY PerfecTV! 1996-ban, míg a DirecTV 1997-ben vette fel az adót a kínálatába. A kor nevesebb VJ-i közé tartozott Marc Panther vagy Ken Lloyd.
1998-ban a Music Channel a magas licencköltségek miatt feladta a Viacommal kötött szerződését, így 1999-ben az adó Vibe néven futott tovább és a nyugati zenéről a belföldi zenére helyezte át a hangsúlyt. Az MTV márkanév nélkül, az olyan csatornákkal, mint a Space Shower TV vagy a Sony Music Entertainment Japan Viewsicje (most Music On! TV) való versengés közepette 2000-ben felvásárolta az adót az H&Q Asia Pacific.
2000-ben többek között a CSK és a Sega megalapította az MTV Broadcasting Japan, Inc. céget, majd sugárzási engedélyt szereztek a SKY PerfecTV!-től. Az új cég azonban soha nem közvetített az MTV név alatt; M-Brosra váltotta nevét, 2002. április 30-ig ezen néven volt elérhető a DirecTV és a SKY PerfecTV! kínálatában.
Ezt követően a Viacom ismét szerződést kötött a Music Channellel az MTV név használatáról, majd 2001. január 1-jén megalapították az MTV Japánt, ez alkalommal az MTV Networks alatt és az MTV tőkéjének támogatásával. Ezen időszak alatt a Music Channel, Inc. is MTV Japan, Inc.-re cserélte nevét.
A Vibe, Inc. néven kivált Vibe saját internetes tevékenységekbe kezdett, majd 2005-ben beolvasztották a Bandai Networksbe.
Jelentős különbség figyelhető meg az új és a régi MTV Japán között; míg a régi MTV Japán a tengerentúli előadókra összpontosított, addig az új a belföldi előadókra tette át a hangsúlyt. Ennek eredményeként az adót a régi MTV Japán rajongói éles kritikákkal illették, azonban ennek ellenére 2006 márciusában 6 millió nézője volt a hálózatnak, mellyel a másodikok voltak a Space Shower TV mögött és pénzügyi sikert könyvelhettek el.
2006 augusztusában az MTV Japán az MTV Networks teljes tulajdonú leányvállalata lett, majd 2014. december 1-jén ismét a Viacom International Media Networks leányvállalata lett. Erre azért volt szükség, hogy egyesítsék a tevékenységét a többi japán Viacom leányvállalattal, így a Nickelodeon Japánnal vagy a FLUX Digital Content Service-szel.

## Műsorai
Az MTV Japán különféle típusú műsorokat sugároz, és ellentétben amerikai megfelelőjével elsősorban videóklipeket közvetít valóságshowkkal vagy a zenei műsorokkal szemben.

### Japán gyártású műsorai
- Brand New Mix
- Classic MTV
- Download Chart Top 20
- International Top 20
- Japan Chart Top 20
- Korea Hits (az MTV Koreáról)
- MTV A Class
- MTV×DAM Wannasing Karaokee Chart (a Daiichikosho Amusement Multimediával (DAM) közreműködve)
- MTV×FM802 Osakan Hit Chart (az FM802-vel közreműködve)
- MTV×J-Wave Tokio Hot 100 (a J-Wave-vel közreműködve)
- MTV Check the Rhyme
- MTV Fresh
- MTV Mega Vector
- MTV News
- MTV Student Voice Awards
- MTV Top Hits
- MTV Video Music Awards Japan
- Music Video Selection
- Unplugged (japán változat)
- U.S. Top 20
- Shibuhara Girls

### Az MTV Networks nemzetközi adásváltozatairól importált műsorok
- America’s Best Dance Crew
- Behind the Music
- BET Awards
- Blue Mountain State
- Britney Spears Official Top 20 (MTV UK)
- The City
- Disaster Date
- The Dudesons in America
- The Greatest...
- The Hard Times of RJ Berger
- Headbangers Ball
- The Hills
- iCarly
- Jersey Shore
- Making the Video
- MTV Europe Music Awards
- MTV Movie & TV Awards
- MTV Video Music Awards
- MTV World Stage Live in Malaysia
- My Life As Liz
- The Price of Beauty
- Real World/Road Rules Challenge: The Island
- SpongyaBob Kockanadrág
- Taking the Stage
- Valemont
- VH1 Storytellers
- South Park

### Korábbi japán gyártású műsorai
- U.K. Top 10
- Usavich
- World Chart Express with Honda

## VJ-k
Jelenlegi VJ-k:
- Urahama Arisza
- Boo
- Chris

Korábbi VJ-k:
- Megumi
- Rena
- Marc Panther
- Ken Lloyd
- Teppei
- Fukuda Akiko
- George Williams
- Ruri
- Kenny
- Rei
- Oja Kana